# Ducado del Friul
El Ducado del Friul fue uno de los principales ducados lombardos y el primero en ser establecido, de suma importancia por proporcionar un "tapón" entre el Reino de los Longobardos y los eslavos. Junto con los ducados de Spoleto, Benevento y Trento, los señores de Friul intentaban con frecuencia independizarse de la autoridad del rey en Pavía.
La provincia del Friul (Venetia) fue la primera en Italia en ser conquistada por los lombardos encabezados por Alboino en 568. Antes de continuar avanzando dentro de Italia, Alboino puso a su sobrino Gisulfo I al mando del distrito con el permiso de elegir a las faras o familias nobles con las cuales deseara poner orden en el territorio. Originariamente, el ducado estaba limitado por los Alpes Cárnicos y Julianos al norte y al este (lo que lo hacía de difícil acceso en dichas direcciones), por el Exarcado de Rávena al sur (puesto que no tuvo costas hasta años más tarde) y por una llanura que llevaba a la llanura panónica. Esa llanura fue el punto de acceso perfecto para invasores tales como los croatas, los ávaros y, luego, los magiares. En un comienzo, la frontera occidental no estuvo definida hasta que las conquistas posteriores crearon el Ducado de Ceneda, el cual se situaba más allá del río Tagliamento, entre el Livenza y el Piave. La principal ciudad de la provincia fue, al principio, la antigua Aquilea romana; sin embargo, la capital lombarda se estableció en Forum Julii, la actual Cividale del Friuli.
Concordia fue conquistada en 615 y Oderzo en 642, mientras los duques extendían su gobierno hacia el sur en perjuicio del exarcado. En 663, Cividale fue ocupada por los ávaros durante un tiempo, pero Grimoaldo I de Benevento consiguió recuperarla. Tras el asedio de Pavía en 774, Carlomagno permitió que Rodgaudo de Friuli conservara su ducado; pero luego de que el duque se sublevara y cayera en combate en 776, el rey franco lo reemplazó por Macario. El ducado continuó existiendo bajo el gobierno franco hasta 828, año en que fue dividido en condados que más tarde, en 846, pasaron a conformar la Marca del Friul.

## Duques del Friul
La lista de duques y marqueses del Friul reúne a los soberanos que reinaron en el ducado del Friul dentro del reino lombardo fundado en 568 y luego, tras la conquista por Carlomagno en 774, la marca del Friul bajo el dominio de los reinos francos. A través de las diversas construcciones políticas, territoriales y dinásticas que se sucedieron, estos títulos fueron usados por varios nobles y gobernantes de diversas nacionalidades, en relación con el Friul, entre ellos:

### Duques lombardos del Friul

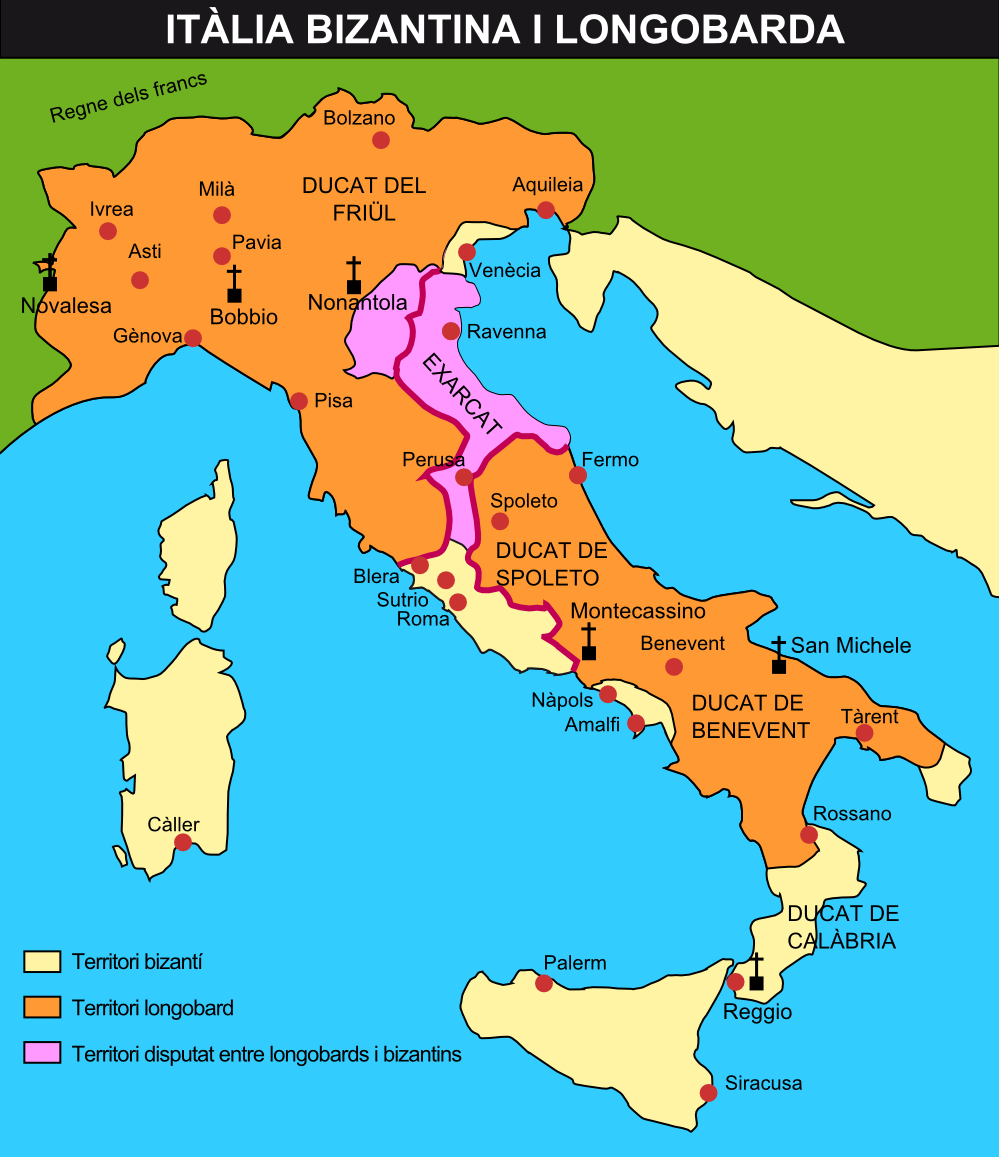
Italia durante el período lombardo

Después de la ocupación de la antigua Regio X Venetia et Histria por Alboino, rey de los lombardos en 568, nombró a su sobrino Gisulfo dux (duque) en  Forum Iulii, la actual ciudad de Cividale que luego se convirtió en la capital del ducado del Friul.
- 568-c.584: Grasulfo I
- 568/c.584-590: Gisulfo I
- 590-610: Gisulfo II[3]
- 610-617: Tasso, hijo de Gisulfo II
- 610-617: Kakko
- 617-651: Grasulfo II, hermano de Gisulfo II
- 651-663: Agón
- 663-666: Lupus
- 666-667: Arnefrido
- 667-678: Wechtar
- 678-684: Landar
- 684-694: Rodoaldo
- 694 Ansfrido
- 694-705: Adón, hermano de Rodoaldo
- 705: Ferdulfo
- 705-706: Corvulus
- 706-739: Pemmo, hijo de Billo
- 739-744: Rachis, también rey de los lombardos
- 744-749: Astolfo, hermano de Rachis y también rey de los lombardos
- 749-751: Anselmo (fal. 806), cuñado de Astolfo
- 751-774: Pedro
- 774-776: Hrodgaud

### Duques y marqueses francos del Friul
Rotgaud, el último duque lombardo, fue depuesto y asesinado por las fuerzas de Carlomagno en 776. La marca carolingia del Friul vio así la luz del día; los soberanos ostentaron continuadamente el título de  dux Foroiulanus, pero habían perdido su autonomía.
- 776-787: Marcaire
- 787-789: Unroch
- 789-799: Erico
- 799-808: Hunfrid
- 808-811: Aio
- 817-819: Cadola
- 819-828: Baldéric

Habiéndose mostrado incapaz de oponerse a Omurtag, kan de los búlgaros, que acababa de devastar impunemente las fronteras del Imperio carolingio en Panonia, Baldéric fue destituido de su cargo en febrero de 828. El emperador Ludovico Pío, en lugar de nombrar a un nuevo duque del Friul, dividió este territorio en cuatro condados. El noble Everardo, de la alta nobleza franca y perteneciente a la familia de los Unróquidas, fue nombrado nuevo marqués.

#### Unrochidas
- 828-866: Évrard
- 866-874: Unroch III, hijo mayor de Évrard
- 874-924: Bérenger, hermano menor de Unroch III

Bajo el reinado del rey Otón I, en 952 el Friul fue unido a la vasta marca de Verona.

### Duques del imperio francés
Bajo el Primer Imperio francés, en 1808 el título de «Duque del Friul» se atribuyó a Géraud Christophe Michel Duroc, gran mariscal del Palacio.
- 14 de noviembre de 1808 – 23 de mayo de 1813 : Michel Duroc (1772-1813), primer duque del Friul y del Imperio;
- 28 de octubre de 1813 – 24 de septiembre de 1829 : Hortense Duroc (1812-1829), hija del precedente, segunda duquesa del Friul.[4]